# Gitte-monologerne
Gitte-monologerne er en dansk dokumentarfilm.

## Handling
Råoptagelser fra et program om Per Højholt og en optræden med hans Gitte-monologer.